# Gushangzao goemon
Espèce
Gushangzao goemon est une espèce d'araignées aranéomorphes de la famille des Theridiidae.

## Distribution
Cette espèce se rencontre au Japon dans l'archipel Nansei sur Iriomote-jima et en Chine au Yunnan,.

## Description
Le mâle holotype mesure 1,88 mm et la femelle paratype 2,13 mm,.

## Systématique et taxinomie
Cette espèce a été décrite par Lin et Li en 2024. Elle a été confondue avec Dipoena pelorosa par Tanikawa en 2017.

## Étymologie
Cette espèce est nommée en référence à Ishikawa Goemon.

## Publication originale
- Lin, Li, Mo & Wang, 2024 : « Thirty-eight spider species (Arachnida: Araneae) from China, Indonesia, Japan and Vietnam. » Zoological Systematics, vol. 49, no 1, p. 4-98.